# Ayriq Akam
Éric Francis Akam Meva'a, connu sous le nom d'Ayriq Akam, est un rappeur, slammeur et réalisateur camerounais. Il est reconnu pour ses paroles socialement engagées et son travail explorant la culture urbaine au Cameroun. Son premier film documentaire, Tout l'or du Kwatt, a été présenté en 2024.

## Jeunesse et carrière musicale
Akam est né à Yaoundé, Cameroun, le 9 janvier 1983. Il a commencé à écrire de la musique en 1995, influencé par des groupes de hip-hop américains tels que N.W.A, Public Enemy et Wu-Tang Clan, ainsi que par le rappeur français MC Solaar. En 1997, il a formé son premier groupe, Feu Rouge, avec son ami M.H.
Il a ensuite rejoint Darkcell Recordz, un label fondé par son cousin DJ Str'ss. Pendant cette période, il a travaillé aux côtés d'artistes de hip-hop camerounais de premier plan, dont Krotal, Bashirou, Danielle Eog et Sultan Oshimin. Il a adopté le nom de scène Ayriq en 2002 et a commencé à travailler sur des projets en studio.
Son premier album, Puzzle, est sorti en 2010. Décrit comme un mélange de soul et de hip-hop, l'album comprend 22 titres qui abordent des questions sociales et la vie quotidienne au Cameroun. Puzzle inclut des collaborations avec plusieurs artistes, tels que Lalcko, Bobby Sop, Roger (du groupe X-Maleya), Danielle Eog, DJ Str'ss, 21Sun, Chriss et S'mael.

## Cinéma
Akam s'est tourné vers la réalisation de documentaires en 2021. Son premier long métrage, Tout l'or du Kwatt, a été présenté à Douala en mai 2024. Le film explore la scène musicale Mbolé à Yaoundé à travers les expériences de deux jeunes hommes, Frank et Willy, qui tentent de construire une carrière dans la musique malgré le désaccord de leur père.
Akam décrit Tout l'or du Kwatt comme une « archive dynamique » de l'expérience urbaine contemporaine au Cameroun. Le film met en lumière les aspirations et les luttes des jeunes à Yaoundé, la musique Mbolé servant de force unificatrice et de symbole de révolution sociale.

## Vision artistique
Le travail d'Akam se caractérise par son attention portée à la vie urbaine, aux dynamiques sociales et à la préservation de l'histoire culturelle. Il s'intéresse particulièrement aux expressions musicales et artistiques des jeunes au Cameroun. Il a déménagé de Yaoundé à Douala en 2016, cherchant de nouvelles opportunités créatives et un environnement urbain différent.

## Reconnaissance
En 2020, Akam a été sélectionné pour le programme de résidence TRAME à la Cité internationale des arts à Paris. Ce programme, qui soutient les artistes francophones du monde entier, lui a permis de développer ses compétences en réalisation et de poursuivre sa recherche créative.
En 2011 il remporte le prix de meilleur album rap au Mboa Hip Hop awards avec Puzzle.

## Discographie
| Année     | Album                      | Label              | Titres Notables                   |
| --------- | -------------------------- | ------------------ | --------------------------------- |
| 2010      | Puzzle                     | Self Service Music | Bienvenue au Cameroun, I Got Soul |
| 2014      | Single                     | Bangando Dream     | Comme Koppo                       |
| 2014-2015 | Divers singles (non-album) | Bangando Dream     | Ma Nouvelle Afrique, Travelers    |

## Filmographie
- Tout l'or du Kwatt (2024).